# Taylorville
Taylorville est le siège du comté de Christian, dans l'État de l'Illinois aux États-Unis d'Amérique. Elle comptait 11 427 habitants lors du recensement de 2000.